# Twixt (film)
Pour les articles homonymes, voir Twixt.
Pour plus de détails, voir Fiche technique et Distribution.
Twixt est un film d'horreur américain écrit et réalisé par Francis Ford Coppola, sorti en 2011.
Présenté dans de nombreux festivals, il ne connait qu'une sortie limitée dans les salles américaines.

## Synopsis
Hall Baltimore est un écrivain sur le déclin. Alors qu'il est en tournée de promotion dans une petite ville, il découvre qu'une jeune fille a été assassinée. La nuit, Hall rêve d'un fantôme nommé V qui lui raconte une étrange histoire, peut-être en rapport avec le meurtre. À sa grande surprise, certaines des réponses à ces questions se trouvent dans sa propre vie.

## Fiche technique
Sauf indication contraire, les informations mentionnées dans cette section peuvent être confirmées par la base de données cinématographiques IMDb,  présente dans la section « Liens externes ».
- Titre original et francophone : Twixt
- Titre de travail : Twixt Now and Sunrise
- Réalisation et scénario : Francis Ford Coppola
- Direction artistique : Jimmy DiMarcellis
- Décors : Katherine Covell
- Costumes : Marjorie Bowers
- Photographie : Mihai Malaimare Jr.
- Montage : Robert Schafer, Kevin Bailey et Glen Scantlebury
- Directeur artistique : Jimmy DiMarcellis
- Musique : Dan Deacon et Osvaldo Golijov
- Production : Francis Ford Coppola

Producteurs délégués : Anahid Nazarian et Fred Roos
Producteurs associés : Masa Tsuyuki et Josh Griffith
- Société de production : American Zoetrope
- Sociétés de distribution : Pathé Distribution (France), 20th Century Fox Home Entertainment (États-Unis, DVD)
- Budget : 7 millions de dollars[2]
- Pays d'origine : États-Unis
- Langue originale : anglais
- Format : Couleurs - numérique
- Genres : horreur, thriller
- Durée : 90 minutes
- Dates de sortie[3] : 
  -  Canada : 11 septembre 2011 (festival international du film de Toronto)
  -  France,  Belgique : 11 avril 2012
  -  États-Unis : 11 juin 2013 (VOD)

## Distribution
- Val Kilmer (VF : Philippe Vincent ; VQ : Gilbert Lachance) : Hall Baltimore
- Bruce Dern (VF : Pierre Londiche ; VQ : Hubert Fielden) : Bobby LaGrange
- Ben Chaplin (VF : Bernard Gabay ; VQ : Pierre Auger) : Edgar Allan Poe
- Elle Fanning (VF : Éloïse Brannens ; VQ : Juliette Mondoux) : Virginia « V »
- Joanne Whalley (VF : Martine Irzenski ; VQ : Élise Bertrand) : Denise
- David Paymer : Sam Malkin
- Alden Ehrenreich : Flamingo
- Anthony Fusco (VF : Jean-Pol Brissart ; VQ : François Trudel) : le pasteur Allan Floyd
- Don Novello (VF : Achille Orsoni) : Melvin
- Ryan Simpkins : Carolyne
- Tom Waits : le narrateur

Source : VQ

## Production

### Genèse et développement
Francis Ford Coppola explique avoir voulu faire ce film, principalement pour exorciser la culpabilité et la douleur qu'il éprouve face à la perte de son fils Gian-Carlo : 

« Le thème sous-jacent de Twixt est la perte. Je me suis rendu compte à quel point je me sentais responsable de la mort de mon fils. Il m'avait demandé de l’accompagner à un parc au bord de l’eau où se trouvaient des bateaux, et je ne l’ai pas fait. Je pensais qu’il s’agissait de bateaux pour enfants. Ce que j’ai appris avec cette histoire, c’est combien j’avais au fond de moi le sentiment que j’aurais pu empêcher cet accident, si seulement j’avais été présent. »

Il raconte par ailleurs que l'idée globale du film lui est venue lors d'un rêve dans lequel une jeune fille lui est apparue, alors qu'il séjournait à Istanbul : « L'ambiance de mon rêve était inquiétante et éthérée. Alors même que je rêvais, je me suis rendu compte que j’étais dans une histoire de vampires ».

### Attribution des rôles
Ce film permet à Val Kilmer et Joanne Whalley de rejouer ensemble, quinze ans après leur divorce.

### Tournage
Le tournage n'a duré que sept semaines, avec une équipe et un budget très limités. Le réalisateur explique : « Pour moi, un petit budget est une libération. Dans l'industrie cinématographique actuelle, tant de gens ont leur mot à dire qu’il serait laborieux de se mettre d’accord sur une histoire aussi étrange et personnelle que celle de Twixt ». Pour plus d'économies, certaines scènes ont été tournées dans le domaine viticole de Francis Ford Coppola. La productrice Anahid Nazarian explique ainsi : « La bibliothèque personnelle de Francis a servi de décor, ainsi qu'une vieille cave à vin du domaine ».
Le tournage a eu lieu en Californie, notamment à Clearlake, Kelseyville, Napa, Nice, Upper Lake, etc.

## Sortie

### Critique
Le film reçoit globalement de bonnes critiques en France,, la moyenne des notes de la presse est de 3/5 sur Allociné. Le Monde souligne ainsi la « beauté fragile, poignante, totalement romantique » du film et le « merveilleux état de grâce » du réalisateur Francis Ford Coppola. Les Cahiers du cinéma ont consacré une couverture à l'image de la carrière monstrueuse de Coppola lors de la sortie du film  trouvant que celui-ci « ne se prend pas au sérieux » et qu'il est « la confession d'un artiste soucieux de la beauté » ; à la fin de l'année, la revue classera Twixt comme troisième meilleur film de 2012 (derrière Cosmopolis et Holy Motors). Pour Excessif, c'est un « film merveilleux ».
Le site internet Chronic'art remarque « l'hallucinante liberté que s'octroie désormais Coppola » qui réalise des « croisements inouïs (...), une série B gothique et bouffonne en même temps qu'un exorcisme intime, des expérimentations numériques splendides (...) mais aussi sa manière décomplexée et farceuse de prendre en marche le train de la 3D. Twixt se présente comme un film en 3D, donc, mais juste un peu, comme ça, en passant. En tout et pour tout, deux séquences, à peine plus de cinq minutes, signalées à leur entame par une animation kitschissime - une paire de lunettes chaussées par l'écran pour donner le top, façon Freddy 6 ».
Pour Libération, Twixt est « absolument renversant (...) secoué, extravagant au bord du délire ». Le journal souligne également la belle performance d'Elle Fanning. Dominique Widemann de L'Humanité, le film « use d'un éclectisme cousu de main de maître ».
Certaines critiques sont plus partagées et mitigés, à l'instar de celle dans Métro : « l'image est stylée mais le maître hésite entre effroi, burlesque et le baroque sans convaincre ». Le Journal du dimanche regrette une image « ultra-esthétisante, [qui] ne sauve jamais ce thriller qui part dans tous les sens ». Le Nouvel Observateur est plus catégorique en écrivant que Coppola a créé « le nanar à orientation variable, l'intermittent spectacle et les lunettes à sieste partielle »
Les critiques américaines sont beaucoup plus mitigées pour juger Twixt qui recueille sur Metacritic une moyenne de 40/100 parmi 6 critiques, résultat considéré comme médiocre. Sur Rotten Tomatoes, le film recueille sur 18 critiques seulement 29 % d'avis positifs soit la mention « rotten ». La presse Américaine est très déçue tel The Hollywood Reporter qui écrit notamment « le plus stupide des films de Coppola » ou The Playlist qui souligne le comique involontaire du film.

### Box-office
| Pays ou région    | Box-office          | Date d'arrêt du box-office | Nombre de semaines |
| ----------------- | ------------------- | -------------------------- | ------------------ |
| États-Unis Canada | non sorti en salles |                            |                    |
| France            | 106 347 entrées     |                            |                    |
| Paris             | 56 405 entrées      |                            |                    |
| Total mondial     | 368 086 $           | 3 décembre 2012            | -                  |

## Distinctions
- Saturn Awards 2014 : nomination au prix de la meilleure édition DVD[15]